# نيستور كومبان
نيستور كومبان (بالإسبانية: Nestor Combin)‏ (29 ديسمبر 1940 في سانتا في) لاعب كرة قدم أرجنتيني ذو أصول فرنسية معتزل كان يجيد اللعب في مركز المهاجم . شارك مع نادي ليون ومنتخب فرنسا . سجل كومبان 117 هدف طوال مسيرته الرياضية منها 68 هدف مع نادي ليون في بطولة دوري الدرجة الأولى . كان من أوائل اللاعبين الدوليين الفرنسيين الذين ذهبوا للاحتراف في الدوري الإيطالي حيث قاد نادي يوفنتوس وتورينو للفوز ببطولة كأس إيطاليا سنتي 1965 و1968 ثم قاد نادي إيه سي ميلان للفوز ببطولة كأس العالم للأندية سنة 1969 . شارك في 8 مباريات دولية لصالح منتخب فرنسا من 1964 إلى 1968 من ضمنها المشاركة في بطولة كأس العالم 1966 التي أقيمت في إنجلترا .

## روابط خارجية
- نيستور كومبان على موقع الاتحاد الدولي (مؤرشف)  (الإنجليزية)
- نيستور كومبان على موقع الاتحاد الأوربي (الإنجليزية)
- نيستور كومبان على موقع قاعدة بيانات كرة القدم.إي يو (الإنجليزية)
- نيستور كومبان على موقع ناشيونال فوتبول تيمز (الإنجليزية)
- نيستور كومبان على موقع عالم كرة القدم.نت (الإنجليزية)